# ファールプレーにくらり/サクラメイキュウ
「ファールプレーにくらり／サクラメイキュウ」は、分島花音の3枚目のシングル。2012年11月7日にワーナー・ホーム・ビデオから発売された。

## 概要
前作「砂のお城」から約4年ぶりのリリースとなるシングル。「ファールプレーにくらり」は、テレビアニメ『To LOVEる -とらぶる- ダークネス』のエンディングテーマ、「サクラメイキュウ」は、PSP用ゲーム『Fate/EXTRA CCC』の主題歌にそれぞれ起用された。ディスクジャケットは、通常盤が男装した分島、初回限定盤が『To LOVEる -とらぶる- ダークネス』のキャラクター（金色の闇、モモ・ベリア・デビルーク、黒咲芽亜）と『Fate/EXTRA CCC』のキャラクター（セイバー、BB）が描かれたダブルジャケット仕様になっている。なお初回限定盤には2011年9月19日・10月29日・11月26日にSHIBUYA 7th FLOORで行われたワンマンライブ『The strange treat!』の模様をダイジェストで収録したDVDが同梱されている。

## 収録曲
（全作詞・作曲：分島花音、編曲：千葉"naotyu-"直樹）
1. ファールプレーにくらり [4:29][1]
テレビアニメ『To LOVEる -とらぶる- ダークネス』エンディングテーマ
長年チェロを演奏していたことから、パート毎に『To LOVEる -とらぶる-』の各キャラクターが活躍するミュージカル風の曲に仕上がっている。また、レコーディングでは可愛さを意識しつつ、パートに応じて「アンニュイ」さと「元気」な感じとを使い分けて歌ったという[4]。
2. サクラメイキュウ [4:36][1]
PSP用ゲーム『Fate/EXTRA CCC』主題歌
分島のイメージとリンクした曲[4]。
3. ファールプレーにくらり（Instrumental）
4. サクラメイキュウ（Instrumental）

DVD（初回限定盤のみ）
1. ブルーノートと朝食を
2. ストリングスと昼食を
3. エレクトロンと晩餐を